# 共栄海運
共栄海運株式会社（きょうえいかいうん）は、千葉県に本社を置く企業である。主に、木更津市周辺での石油製品の卸売やガソリンスタンドの経営を中心事業として行っている。また、太陽発電システムの事業も行っている。

## 事業所一覧
- 本社 - 木更津市潮見3-14-1
- 潮見油槽所 - 木更津市潮見3-14-4
- 潮浜給油所 - 木更津市潮浜2-1-25
- 中里給油所 - 木更津市中里1-8-8
- 長須賀給油所 - 木更津市長須賀2537-1
- 太田給油所 - 木更津市太田3-1-22